# Nissan Z-car
O Z-car se refere geralmente a um conjunto de automóveis esportivos fabricados pela Nissan, o primeiro modelo dessa linha foi o Nissan 240Z e continua com a sétima geração, o modelo Nissan Z (2023).

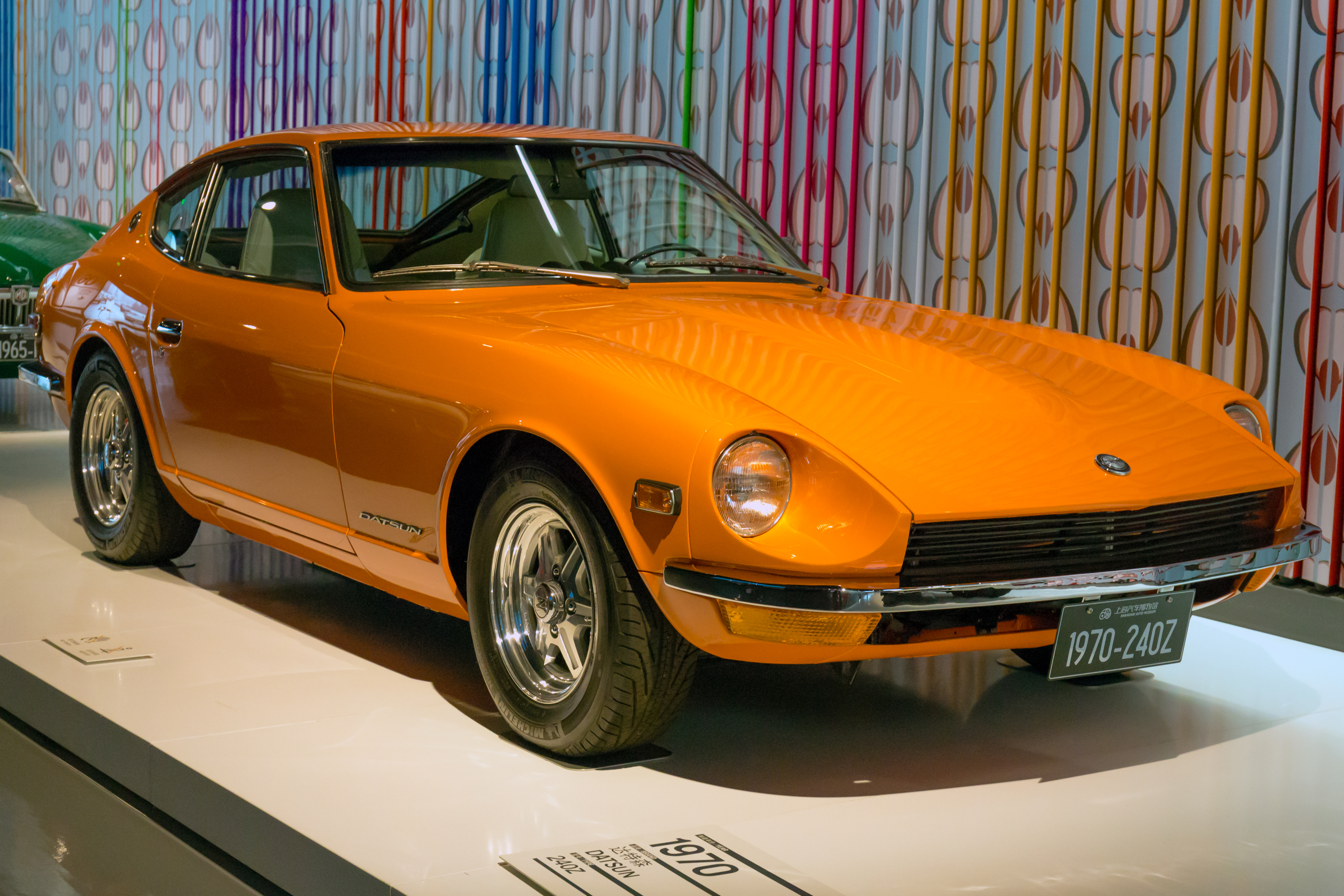
Nissan/Datsun 240Z (S30) Ver artigo principal Nissan 240Z.
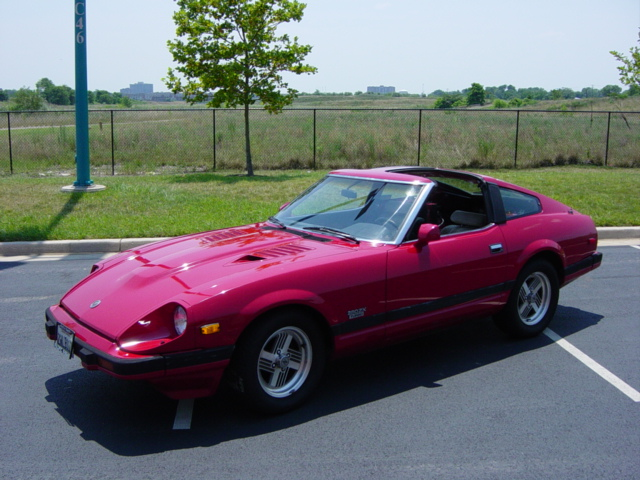
Nissan/Datsun 280ZX (S130) Ver artigo principal Nissan 280ZX.
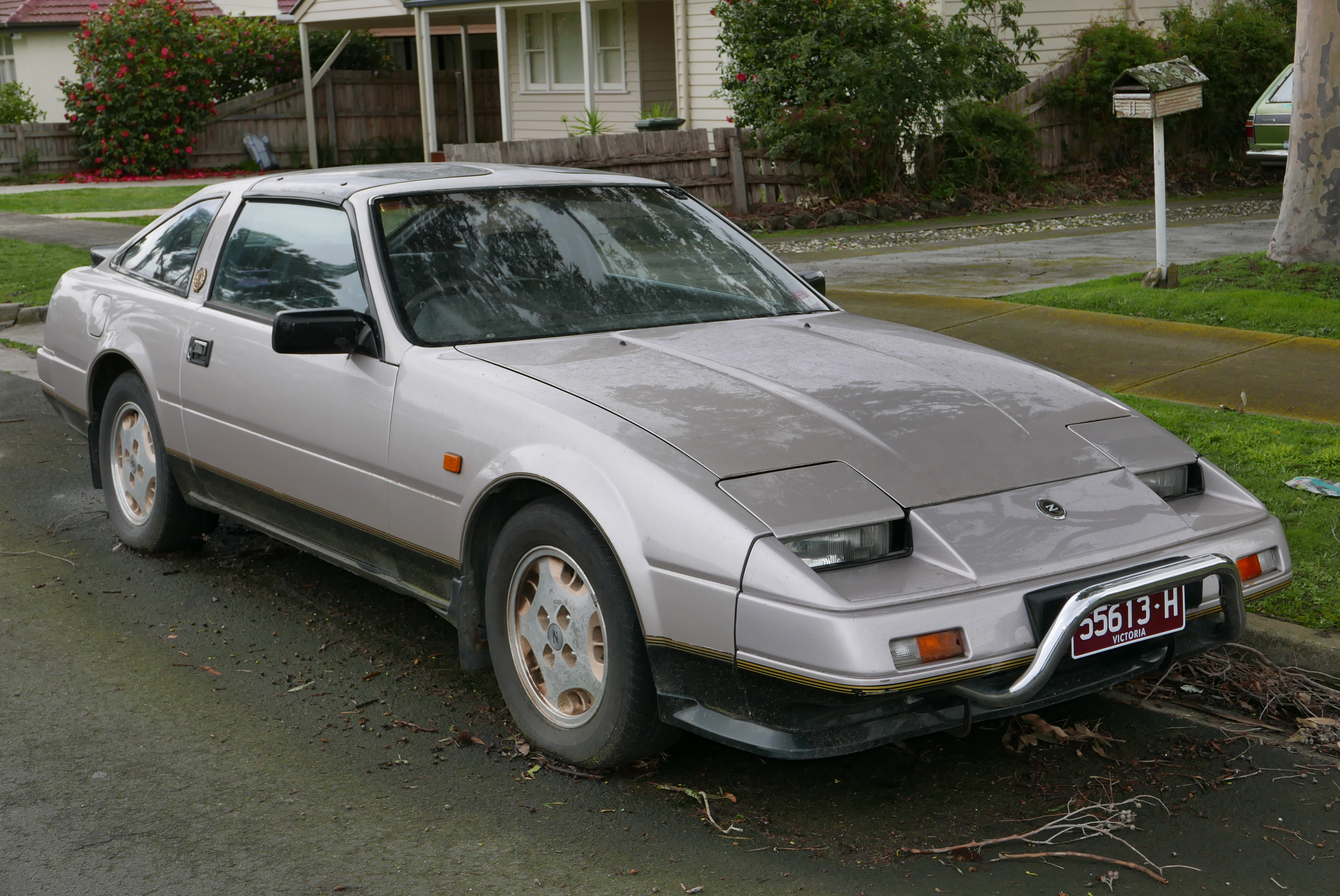
Nissan 300ZX (Z31) Ver artigo principal Nissan 300ZX.
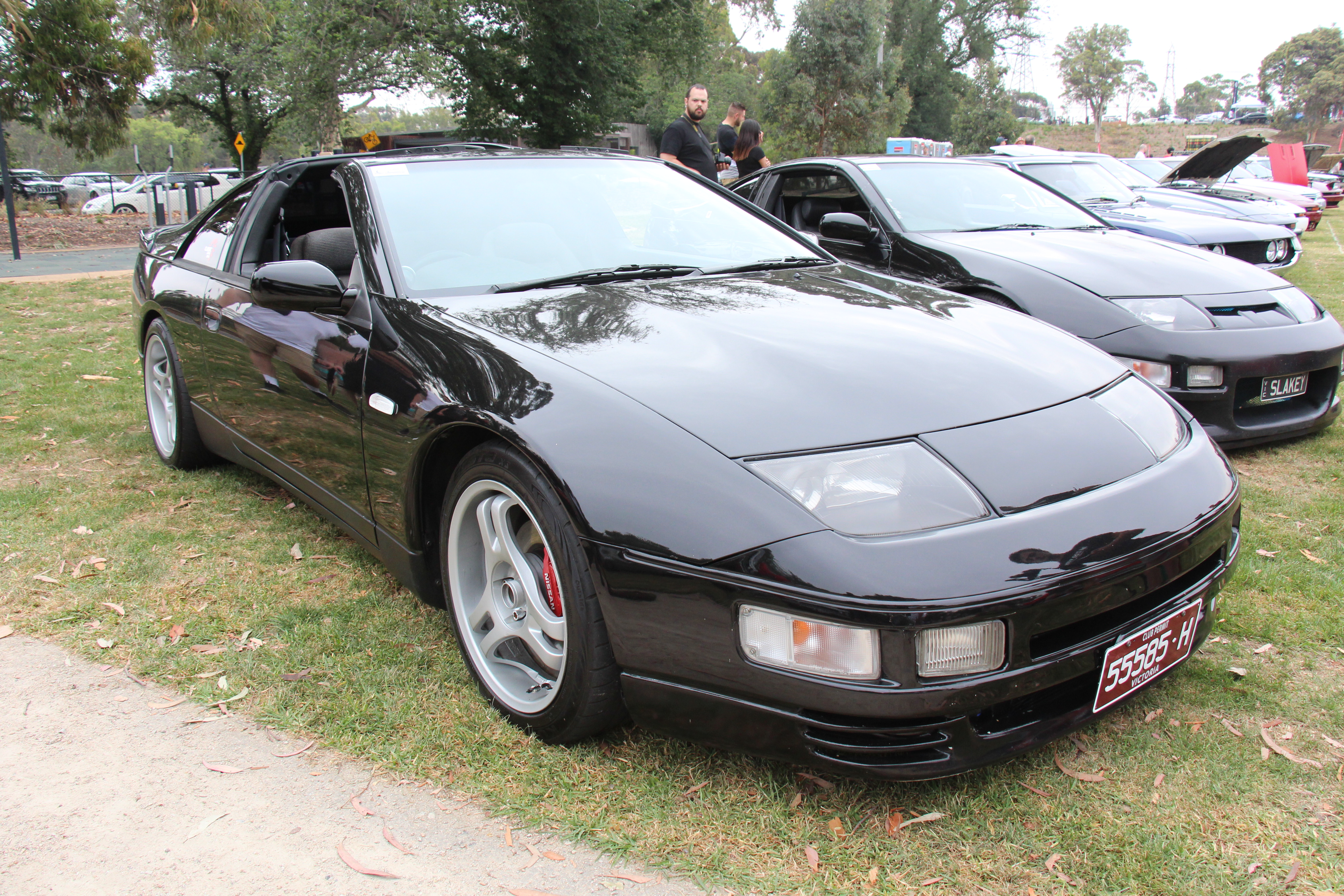
Nissan 300ZX (Z32) Ver artigo principal Nissan 300ZX.
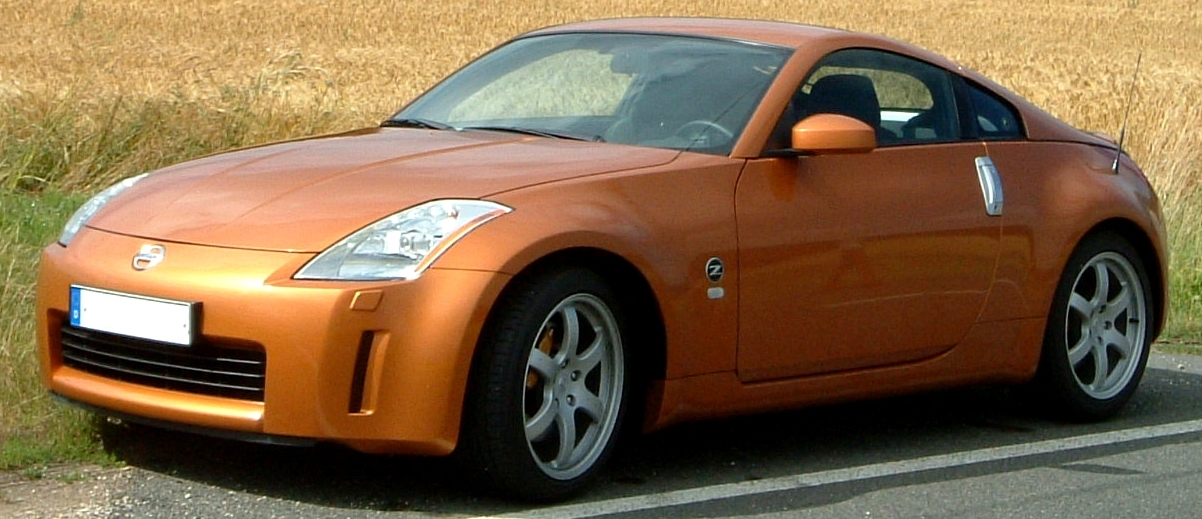
Nissan 350Z (Z33) Ver artigo principal Nissan 350Z.
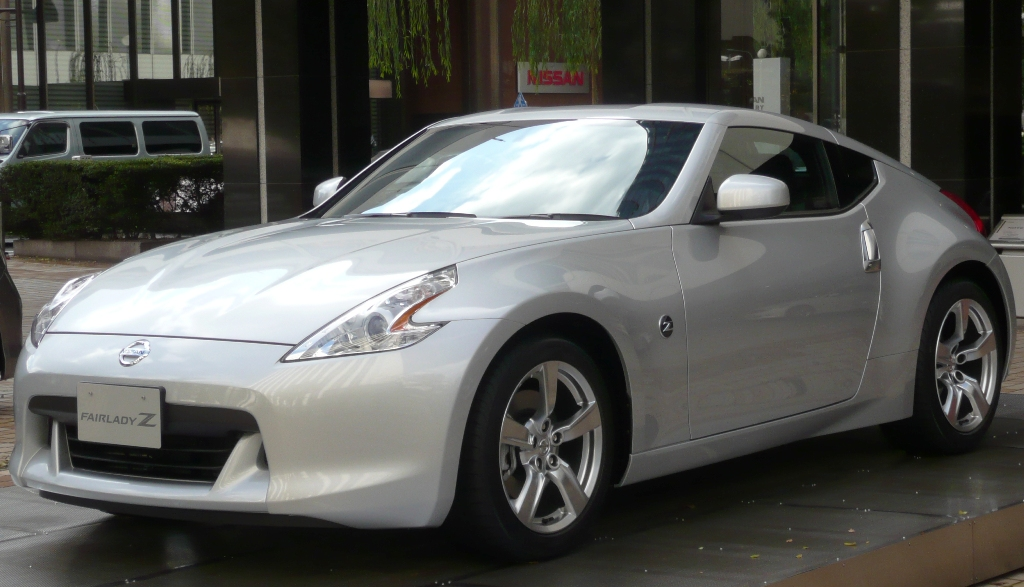
Nissan 370Z (Z34) Ver artigo principal Nissan 370Z.
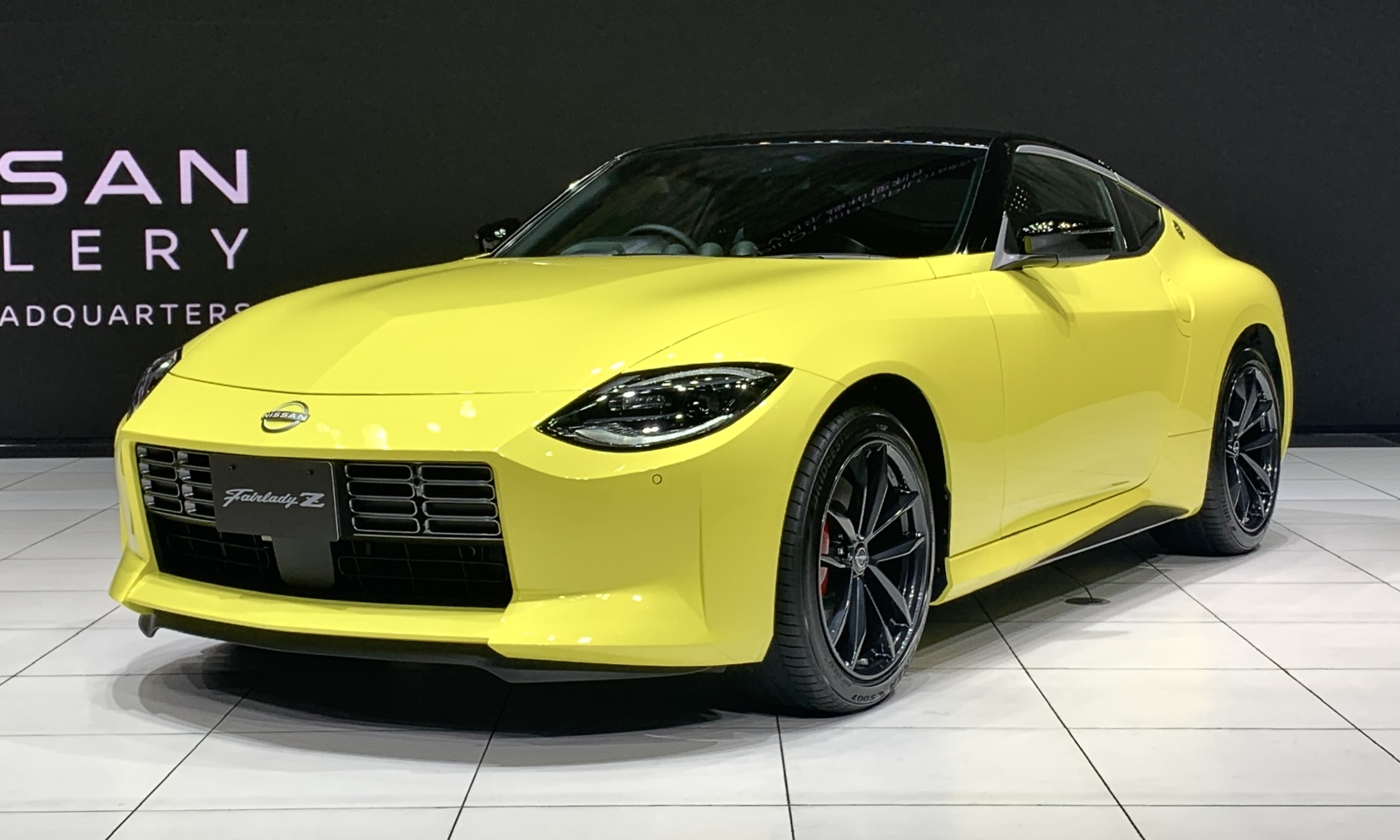
Nissan Z (RZ34) Ver artigo principal Nissan Z

## 240Z/Fairlady Z (1 geração) 1969 - 1974 -
A história da linha Z da Nissan começa em 1969 lá no Japão, onde nasceu o Nissan Fairlady Z. O famoso esportivo japonês teve seus princípios após a Nissan ter como objetivo se introduzir nos Estados Unidos, onde era outro mundo e tudo se baseava em carros grandes, luxuosos, beberrões e extremamente confortáveis, já que não sofreram sequelas da segunda guerra mundial. Como a Nissan não tinha nenhuma experiência neste tipo de carro, pois até então havia somente feito carros pequenos para uso urbano em plena reconstrução do Japão pós-guerra, teve que inventar algo novo e diferente que os americanos ainda não tivessem visto. Foi nesse cenário que surgiu o Datsun Z, um esportivo barato e atraente para parte dos estadunidenses. Você deve estar se perguntando, “Ué, Datsun? Não era Nissan?” Datsun foi o “apelido” da Nissan nos Estados Unidos. Voltando ao assunto, era um carro realmente feito para ser barato. O veículo usava um motor bastante conhecido, um 6 em linha OHC 2.4 de 2 carburadores chamado de L20, que veio a equipar as primeiras gerações do Skyline. Um fato curioso da linha Z, é que as nomenclaturas de cada geração respeitam a cilindrada da mesma, por exemplo: 240Z = 2.4, 280Z = 2.8, 300Z = 3.0, e assim por diante. O motor rendia 151 cavalos de potência, o que não é grande coisa, mas o carro era leve e bem divertido em compensação. A estreia dele no mercado americano, logo de cara, foi um sucesso, no primeiro ano, vendeu um pouco mais de 45 mil unidades. 

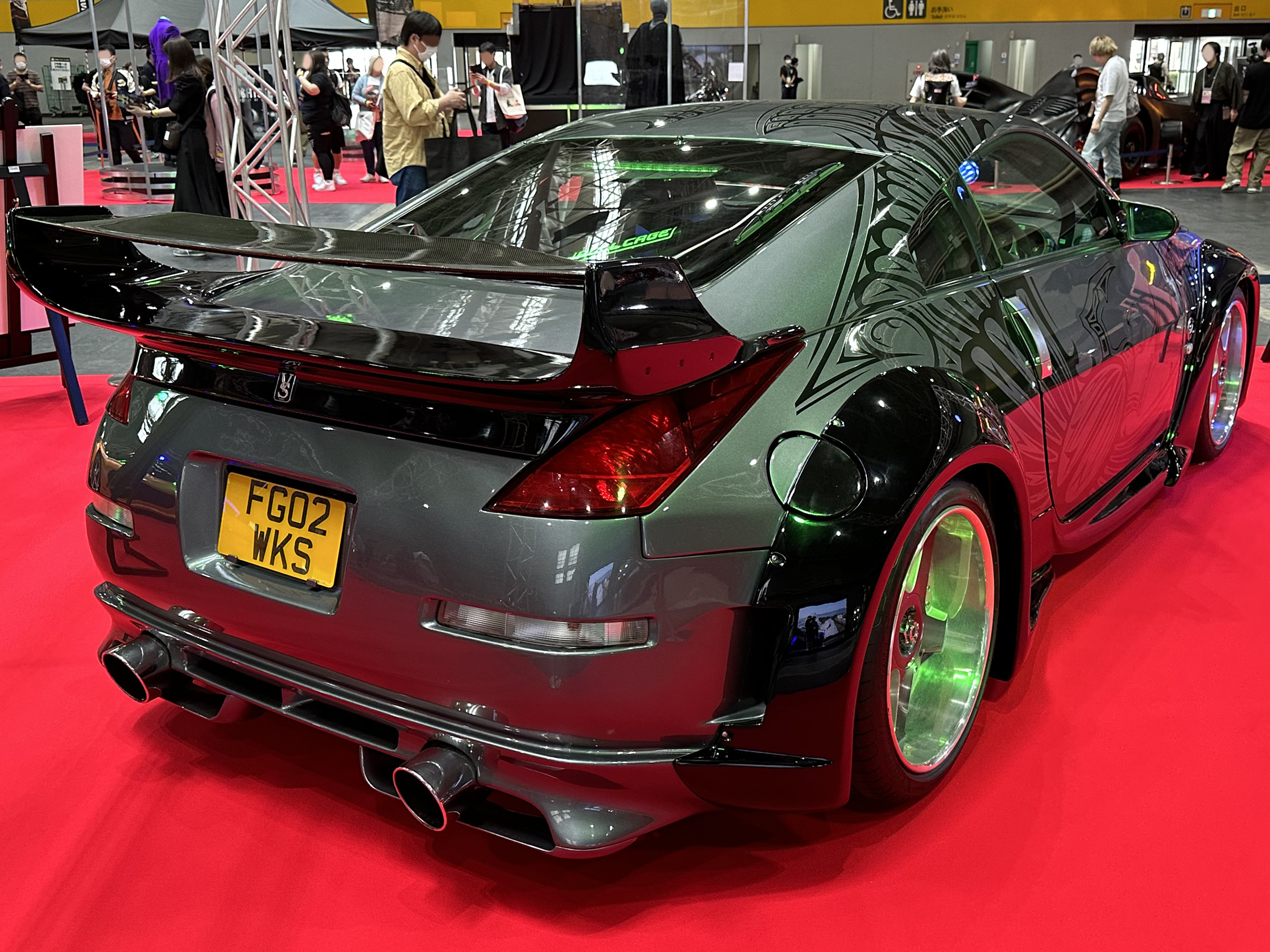
Fairlady Z 350Z do filme Velozes e Furiosos: Desafio em Tóquio